# European Policy Centre

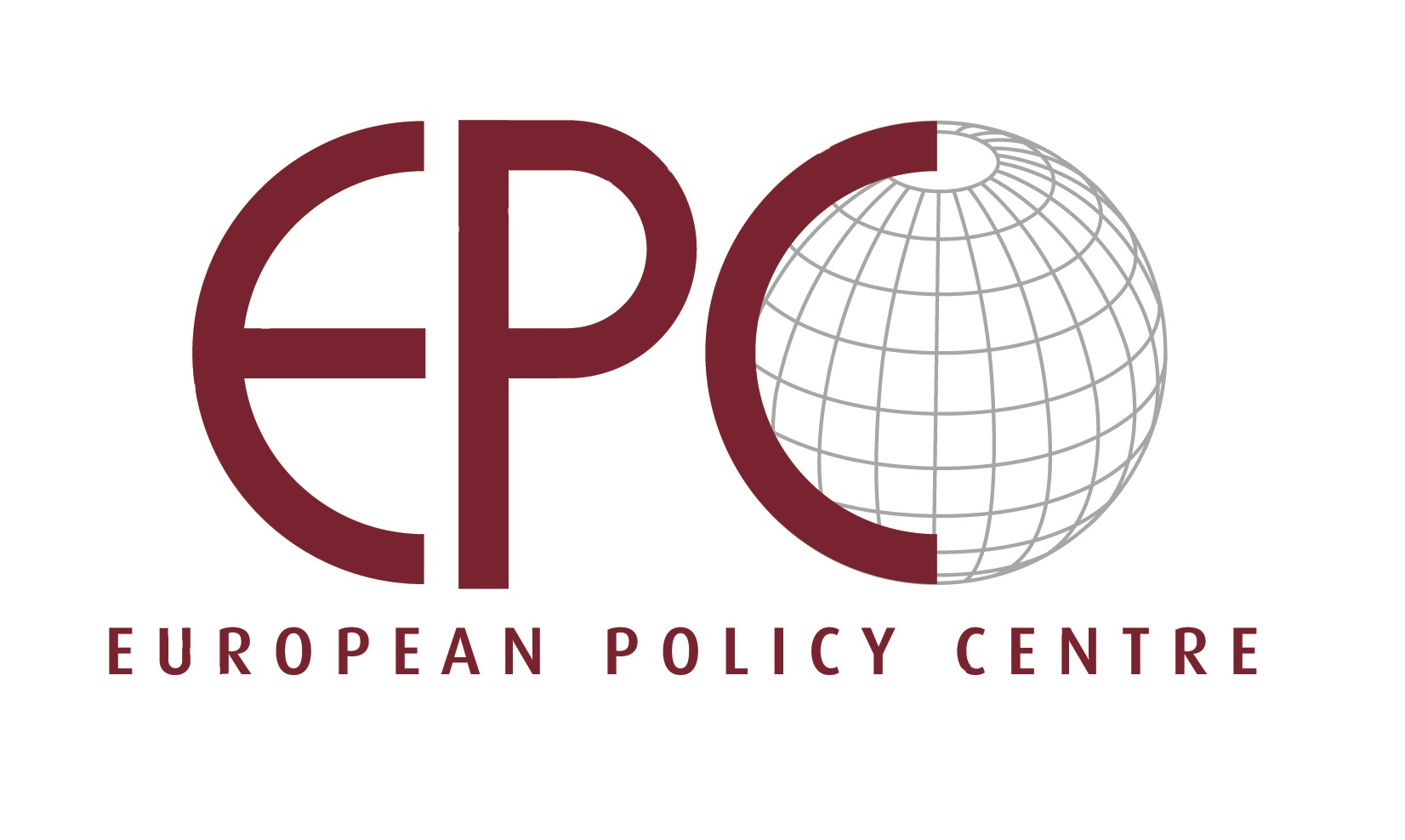
El EPC apoya el proceso de integración europea y promueve la discusión y el análisis tanto sobre temas de actualidad como sobre los principales retos que afectan a la UE.

El European Policy Centre (EPC) es un think tank independiente y sin ánimo de lucro, cuya sede está en Bruselas y que cuyo objeto principal de estudio es la Unión Europea. El EPC apoya el proceso de integración europea y promueve la discusión y el análisis tanto sobre temas de actualidad como sobre los principales retos que afectan a la UE. Intenta ser un vehículo de ideas innovadoras y promover un diálogo equilibrado entre las diferentes organizaciones miembros, que representan un enorme abanico de la vida económica y social y actualmente alcanza la cifra de 400.
Los miembros del EPC incluyen el sector privado, la sociedad civil, gobiernos nacionales y regionales, misiones diplomáticas, organizaciones internacionales, etc. A través del gran número de conferencias que el EPC organiza cada año, los miembros interactúan con expertos y personal de las instituciones europeas para debatir todos aquellos temas que dominan la agenda de la UE.
Al mismo tiempo, el EPC proporciona tanto a sus miembros como al público en general con análisis profundos y rápidos sobre aspectos relevantes de las agenda política global y de la UE, y promueve reformas y recomendaciones a través de un número amplio de publicaciones.
El trabajo del EPC se organiza bajo tres programas fundamentales:
- La integración europea y ciudadanía
- La economía política de Europa
- Europa en el mundo

Un rasgo definitorio del trabajo del EPC es que trabaja conjuntamente con los diferentes actores económicos y sociales, invitándoles a participar activamente en los debates y en la elaboración de recomendaciones. Al mismo tiempo, este método de trabajo es de gran beneficio para los programas ya que proporcionan un mayor conocimiento de los temas que se tratan así como un lazo más sólido con el mundo real de la política europea. 

## Patronato del EPC
El Comité Asesor del EPC está presidido por Peter Sutherland, ex-Comisario europeo y exdirector General de la Organización Internacional del Comercio. El Consejo de Administración está presidido por Antonio Vitorino, ex-Comisario europeo y antiguo Vicepresidente de Portugal. EL Director General del EPC es Hans Martens. El EPC tiene dos socios estratégicos con los cuales trabaja estrechamente en un número de temas: la Fundación del rey Baduino en Bélgica y la Fundación Compañía de San Paolo en Turín, Italia. 

### Publicaciones recientes
- Challenge Europe Issue 17: The People’s Project  Includes articles by Peter Sutherland, Richard Corbett, Mark Rhinhart, and others (December 2007).

- Challenge Europe Issue 16: Europe@50: back to the future Includes articles by former Belgian Prime Minister Jean-Luc Dehaene, former WTO Director-General Renato Ruggiero, Yves Menon, John Palmer and Antonio Vitorino,(Feb 2007).

## Documentos políticos
- Ukraine and the EU after the elections Amanda Akçakoca, Richard Whitman (December 2007)
- Redefining EU-Africa relations  John Kotsopoulos and Elizabeth Sidiropoulos (November 2007)
- EU-India Shada Islam (November 2007)
- Migration, Global Approach	 Elizabeth Collett (November 2007)
- Demographics & labour markets  Fabian Zuleeg (November 2007)
- Innovation  Fabian Zuleeg, Jennifer Green, Carlos Buhigas Schubert (November 2007)
- Ratification of the new Reform Treaty Sara Hagemann (July 2007)
- EU and Africa: coming together at last? John Kotsopoulos (July 2007)
- Islam and the EU Sara Silvestri (June 2007)
- Up close and personal: data protection and EU-US relations Johnny Pring (June 2007)
- Debating the Constitution: between realism and revival Sara Hagemann and Antonio Missiroli (May 2007)
- The ENP three years on: where from – and where next? Antonio Missiroli (March 2007)
- Balkans in Europe: why, when and how? Graham Avery and Judy Batt (March 2007)

## Documentos temáticos
- Reassessing the European Neighbourhood Policy Rosa Balfour and Antonio Missiroli (June 2007)
- Better Regulation: a regional perspective Catarina Persson and Marie-Hélène Fandel (May 2007)
- The EU and Japan: a partnership in the making Axel Berkofsky (February 2007)

## Documentos de trabajo
- European Foreign Service Graham Avery, Cornelius Adebahr, Simon Duke, Giovanni Grevi, Jolyon Howorth Stephan Keukeleire, Anne-Marie Le Gloannec, Julia Lieb, Andreas Maurer, Antonio Missiroli, David Rijks and Richard Whitman (November 2007)
- Building societal security in Europe: the EU’s role in managing emergencies Arjen Boin, Magnus Ekengren, Antonio Missiroli, Mark Rhinard, Bengt Sundelius (April 2007)
- Asian Voices in Europe Featuring high-profile political and academic speakers from China, India, Indonesia, Japan, South Korea and Thailand (April 2007)